# Hypericum microsepalum
Hypericum microsepalum är en johannesörtsväxtart som först beskrevs av John Torrey och Gray, och fick sitt nu gällande namn av Samuel Frederick Gray. Hypericum microsepalum ingår i släktet johannesörter, och familjen johannesörtsväxter. Inga underarter finns listade i Catalogue of Life.